# モンテル・グリフィン
モンテル・グリフィン（Montell Griffin、1970年6月6日 - ）は、アメリカ合衆国の男性プロボクサー。イリノイ州シカゴ出身。身長170cm。元WBC世界ライトヘビー級王者。

## 来歴
1992年、アメリカ合衆国代表としてバルセロナオリンピックボクシングライトヘビー級に出場し、ベスト8。
1993年2月16日、プロデビュー。
1995年2月18日、15戦目のIBFインターコンチネンタルライトヘビー級王座決定戦でジェームズ・トニーと対戦し、12回判定勝ちで王座を獲得した。
1996年7月11日、23戦目でNABF北米ライトヘビー級王座を獲得した。
1996年12月6日、26戦目でWBU世界ライトヘビー級王者となったジェームズ・トニーと再戦し、12回判定勝ちで王座を獲得した。
1997年3月21日、27戦目でWBC世界ライトヘビー級王者ロイ・ジョーンズ・ジュニアに挑戦。9回にダウンしたところに加撃され、失格勝ちで王座を獲得した。ジョーンズはキャリア初黒星となった。
1997年8月7日、ロイ・ジョーンズ・ジュニアと再戦し右を使わずほとんど左で試合をコントロールされて開始早々18秒左フックでダウンを奪われると、最後は左アッパーでダウンを奪われレフェリーがカウントアウト。初回2分31秒KO負けで王座から陥落した。
1999年8月28日、WBO世界ライトヘビー級王者ダリユシュ・ミハルチェフスキに挑戦し、4回2分59秒TKO負けを喫しWBO王座の獲得に失敗した。
2000年4月22日、ホセ・ルイス・リベラとIBC世界ライトヘビー級王座決定戦を行い、3-0（118-110、117-111、120-108）の判定勝ちを納め王座を獲得した。
2001年3月9日、 エド・ダルトンとWBCアメリカ大陸ライトヘビー級王座決定戦を行い、6回2分16秒TKO勝ちを収め王座を獲得した。
2003年4月26日、ロイ・ジョーンズ・ジュニアの王座返上に伴い空位となったWBC世界ライトヘビー級王座とロイ・ジョーンズ・ジュニアの王座剥奪に伴い空位となったIBF世界王座を懸けた一戦でアントニオ・ターバーと対戦し、0-3（106-120、106-120、106-120）の判定負けを喫しWBC王座の獲得に失敗、IBF王座の獲得にも失敗した。
2004年9月16日、IBA世界ライトヘビー級王座とIBF世界ライトヘビー級王座への挑戦権を懸けた一戦でリコ・ホイと対戦し、1-2（112-116、115-113、112-116）の判定負けを喫しIBA王座の獲得に失敗、IBF王座への挑戦権獲得にも失敗した。  
2005年5月5日、IBF世界ライトヘビー級王座挑戦者決定戦でフリオ・セサール・ゴンザレスと対戦し、6回1分11秒負傷判定負けを喫しIBF王座への挑戦権獲得にも失敗した。
2006年3月31日、ノーマン・ジョーンズとUSBA全米ライトヘビー級王座決定戦を行い、3-0（119-109、118-110、118-110）の判定勝ちを収め王座を獲得した。 
2007年5月16日、IBF世界ライトヘビー級王座挑戦者決定戦でグレンコフ・ジョンソンと対戦し、11回2分38秒TKO負けを喫しIBF王座への挑戦権獲得にも失敗した。
2008年8月2日、ベイブット・シュメノフの持つABCO・WBOアジア太平洋ライトヘビー級王座に挑戦したが、0-3（107-120、108-120、108-120）の判定負けを喫しABCO・WBOアジア太平洋両王座の獲得に失敗した。 

## 獲得タイトル
- 全米アマチュアボクシング選手権 ライトヘビー級 優勝（1992年）
- IBFインターコンチネンタルライトヘビー級王座
- NABF北米ライトヘビー級王座
- WBU世界ライトヘビー級王座
- IBC世界ライトヘビー級王座
- WBCアメリカ大陸ライトヘビー級王座
- WBC世界ライトヘビー級王座（防衛0）
- USBA全米ライトヘビー級王座